# NGC 1980

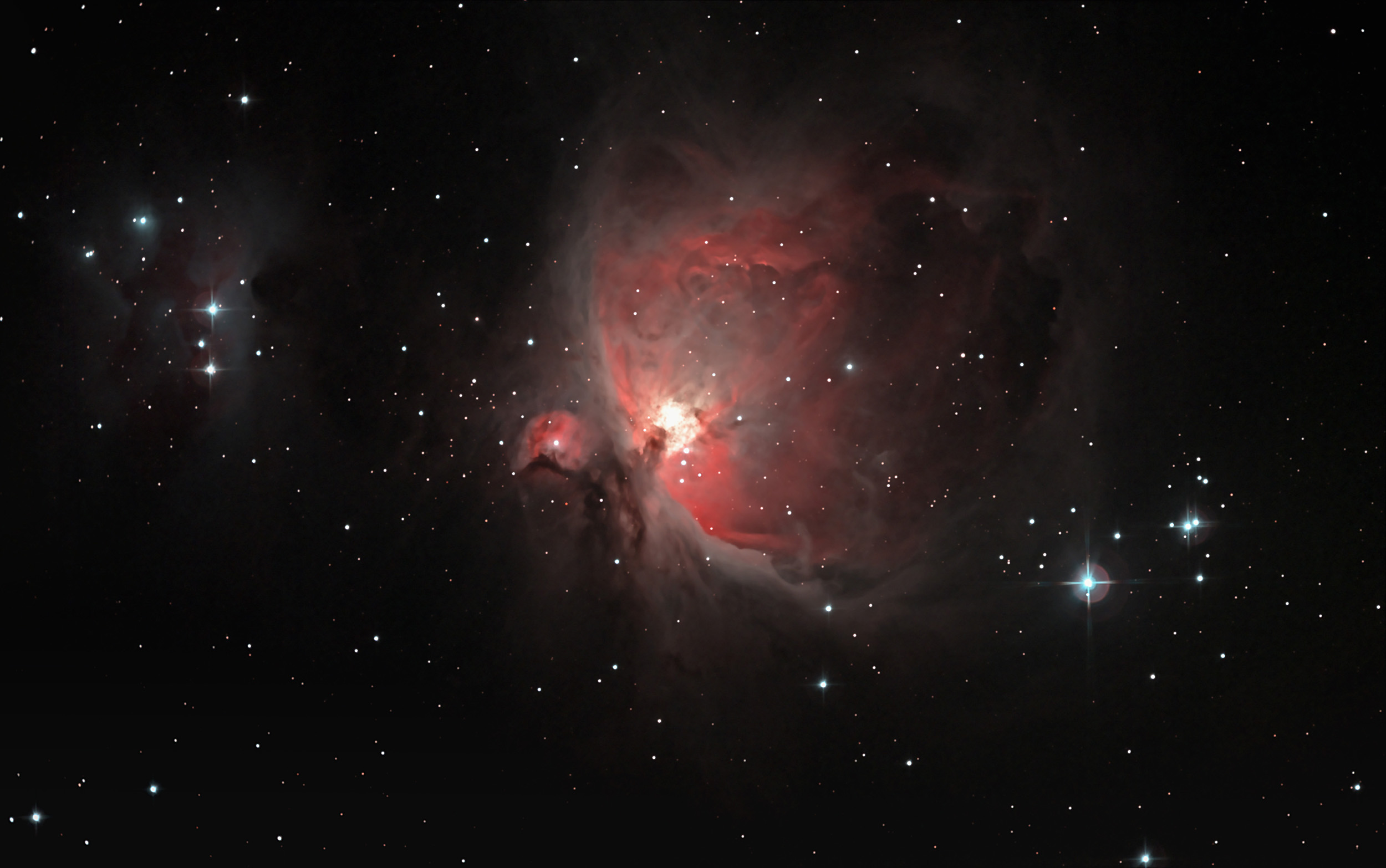
獵戶座大星雲M42與右側（南邊）的NGC 1980。

NGC 1980 （也稱為OCL 529、科林德 72、和獵戶座失落的寶石。）是在獵戶座發射星雲內的一個年輕疏散星團。它是威廉·赫歇爾在1786年1月31日發現的，視大小為14×14弧分，位於獵戶座南端的恆星伐三周圍。
赫歇爾於1786年1月31日首次觀測到這個被他稱為WH V 31的星團，但他可能在1783年9月20日研究雙星時就觀察到了它。